# Ernst Hug
Pour les articles homonymes, voir Hug.
Ernst Hug (né le 23 octobre 1910, date de décès inconnue) est un joueur professionnel suisse de hockey sur glace.

## Carrière
Ernst Hug fait toute sa carrière au Grasshopper Club Zurich avec qui il est vainqueur du championnat international de Suisse en 1933 et vice-champion en 1932.
Ernst Hug participe avec l'équipe nationale aux Jeux olympiques de 1936 et aux championnats du monde de hockey sur glace 1934 et 1935 ainsi qu'au Championnat d'Europe 1932.